# Gnathia dentata
Gnathia dentata es una especie de crustáceo isópodo de la familia Gnathiidae.

## Distribución geográfica
Se distribuye por el Atlántico nororiental, desde las costas de Noruega hasta las del sur de la península ibérica.